# Campi Bisenzio
Campi Bisenzio (/ˈkampi biˈzɛnʦjo/) è un comune italiano di 47 581 abitanti della città metropolitana di Firenze in Toscana.

## Geografia fisica

### Territorio
Il territorio comunale si sviluppa a livello pianeggiante, nella parte centrale della piana di Firenze-Prato-Pistoia.
È attraversato da nord a sud dal fiume Bisenzio. La piana dove sorge Campi è a rischio idrogeologico.

#### Classificazione sismica
- Classificazione sismica: zona 3s

### Clima
- Classificazione climatica: zona D, 1721 GG
- Diffusività atmosferica: bassa, Ibimet CNR 2002

## Origini del nome
Anticamente la località era nota solo come "Campi": così la cita, ad esempio, Dante Alighieri nella sua Divina Commedia. Il nome forse derivava dalla suddivisione in numerosi campi del territorio. L'attuale denominazione di Campi Bisenzio fu assunta solo nel 1862, con l'aggiunta del nome del fiume che attraversa la città.

## Storia

### Simboli
Nello stemma del comune è rappresentato, su fondo rosso, un levriere rampante con collare azzurro, sormontato da una corona murale in oro con muro aperto di quattro porte, di cui tre a vista, e sedici finestre, di cui nove a vista, sormontate da sedici merli. Il gonfalone è composto da un drappo rosso, riportante l'arme sopra descritta, con la scritta d'oro "Comune Campi Bisenzio" su due righe in capo e in punta.
Lo stemma è di antiche (il comune lo adotta almeno dal 1774) e oscure origini. Una prima ipotesi, formulata dall'araldista Luigi Passerini (XIX sec.) lo fa derivare dall'assonanza tra la parola cane (in latino canis) e il nome del paese, anticamente scritto anche "Canpis".
Una seconda ipotesi, più elegante, cerca le origini del blasone nella secolare fedeltà di Campi alla città di Firenze, ben rappresentata dal cane.
Una terza ipotesi collega la figura del levriero all'antica tradizione di caccia che ha caratterizzato il territorio campigiano.

## Monumenti e luoghi d'interesse

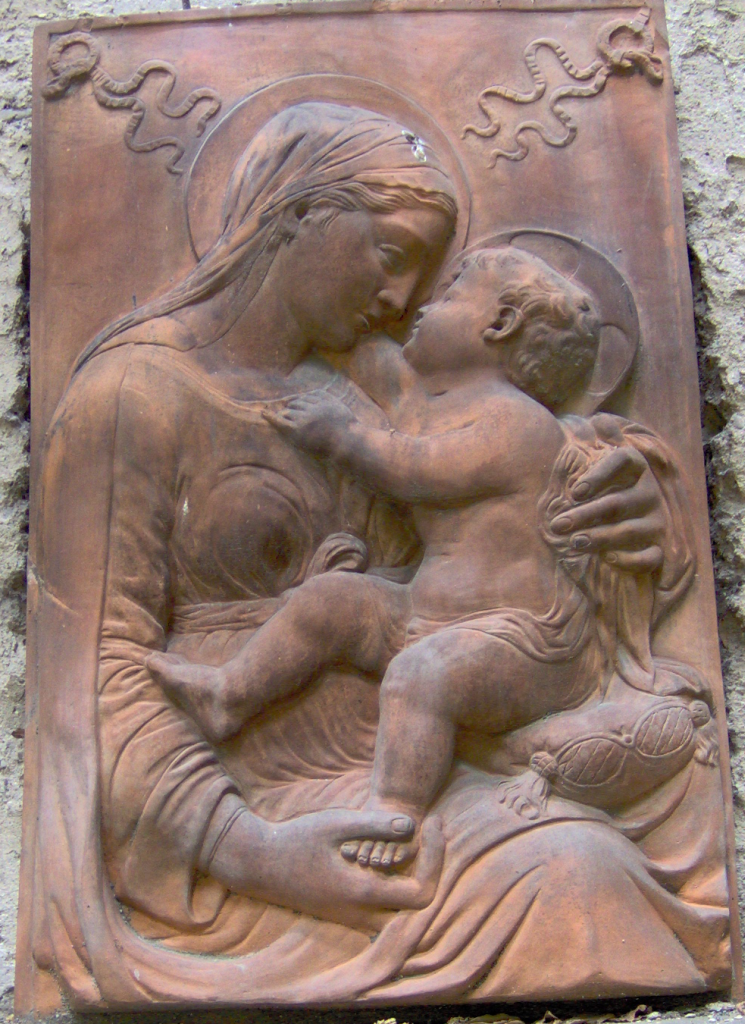
Madonna con bambino in terracotta un tempo posta sul muro del parco di villa Rucellai, adesso è stata spostata in luogo più sicuro

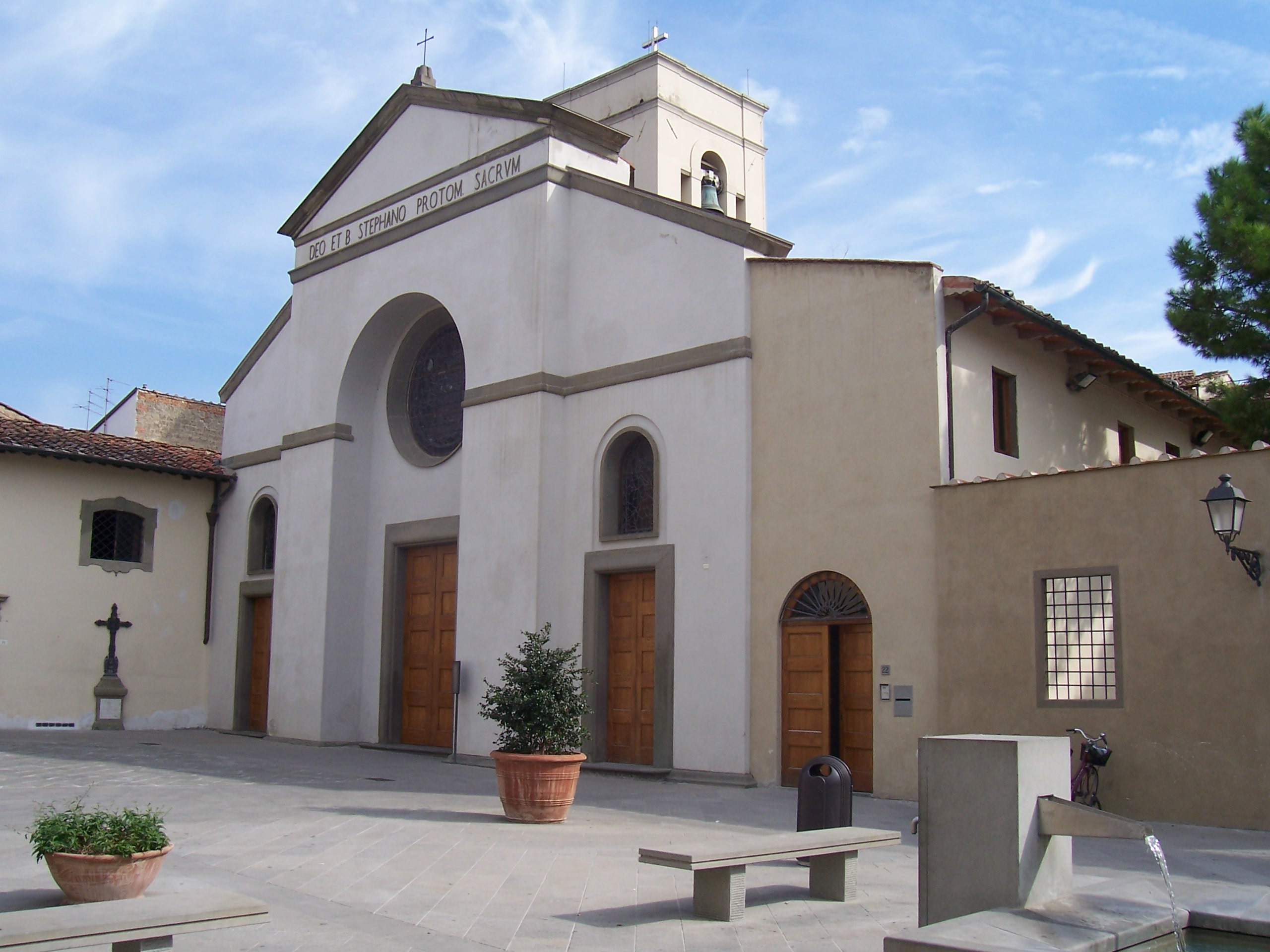
La Pieve di Santo Stefano

### Architetture religiose
- Capoluogo: pieve di Santo Stefano (X secolo).
- Capoluogo: chiesa del Sacro Cuore
- San Lorenzo: chiesa di San Lorenzo
- Santa Maria: chiesa di Santa Maria (XI secolo)
- San Martino: chiesa di San Martino (XIV secolo); Ccnvento delle Bettine
- Capalle: propositura dei SS Quirico e Giulitta (XIV secolo)
- San Piero a Ponti: chiesa di San Piero (XII secolo)
- San Piero a Ponti: chiesa di San Cresci, di origine antica ma ricostruita all'inizio del XX secolo.
- San Donnino: chiesa di Sant'Andrea (affreschi di Domenico Ghirlandaio-XIV secolo); chiesa di San Donnino (IX secolo)

Nei pressi del casello di Firenze Nord, sorge la chiesa di San Giovanni Battista all'Autostrada (1964), opera di Giovanni Michelucci

### Architetture civili
- Capoluogo: acqua park Hidron, Palazzo del Podestà (XIII secolo), Palazzo Benini, Teatrodante Carlo Monni, Villa Rucellai, Villa Montalvo.
- San Lorenzo: Villa Il Palagio;
- Capalle: Centro commerciale I gigli (XX secolo); Fabbrica Goti XX secolo; Cinema United Cinemas International (UCI Luxe)
- San Donnino: ex stabilimento Ausonia, Mulino di San Moro (XVII secolo)

### Architetture militari
- Capoluogo: Rocca Strozzi e Mura Castellane (XIV secolo).
- San Donnino: Torre dei Tornaquinci (XIV secolo)

### Altro
- Capoluogo: Monumento ai Caduti (1925) dello scultore pratese Oreste Chilleri

### Aree naturali
- Capoluogo: Parco Urbano di Villa Montalvo, Oasi Stagni di Focognano
- Comune: Parco Chico Mendes

## Società

### Evoluzione demografica
Abitanti censiti

### Etnie e minoranze straniere
Al 31 dicembre 2023 la popolazione straniera era di 10.410 persone, pari al 18,73% della popolazione.

## Cultura

### Biblioteche
La Biblioteca Tiziano Terzani è una biblioteca pubblica che svolge anche il ruolo di Centro regionale di servizi per le biblioteche per ragazzi toscane

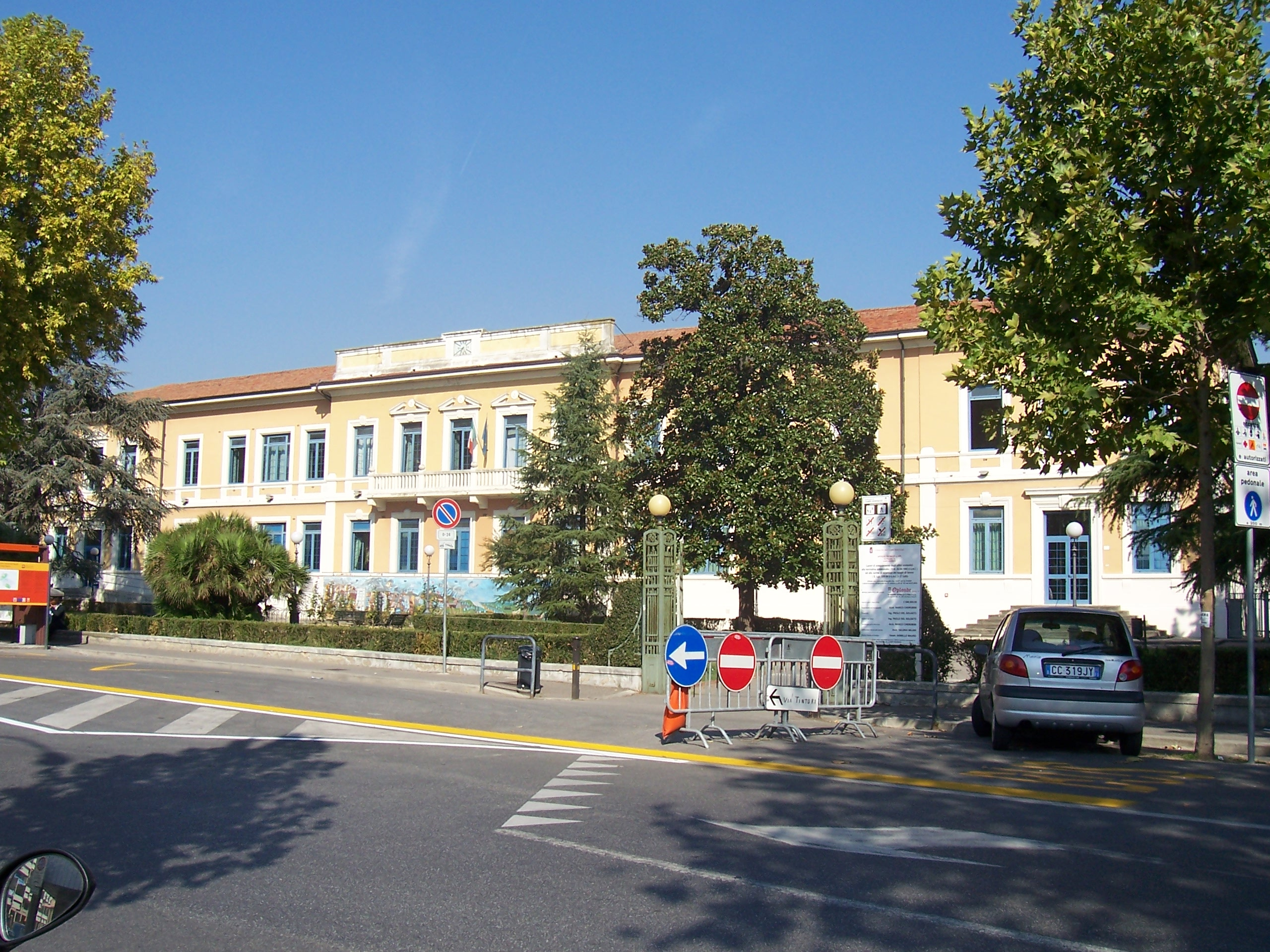
Le scuole del capoluogo

### Musei
Museo Antonio Manzi, si trova all'interno delle sale di Villa Rucellai, nel centro storico di Campi Bisenzio.
Museo Archeologico di Gonfienti. Ospitato nella Rocca Strozzi. Aperto al pubblico il 16 luglio 2022.

### Campi Bisenzio nella letteratura
I nomi di Campi Bisenzio e di sue frazioni compare in diverse opere letterarie.
- Dante Alighieri lo cita nel XVI canto del Paradiso (vv 49-51) della Divina Commedia

(Dante Alighieri, Divina Commedia)
- Giovanni Boccaccio cita la frazione di Capalle ("Io non biasimerò l'essere a ciò venuti chi da Capalle, e quale da Cilicciavole, e quale da Sugame o da Viminiccio, tolti dalla cazzuola o dallo aratro, e sublimati al nostro magistrato maggiore") nella sua "Epistola Consolatoria a Messer Pino de' Rossi" ed ambienta nel capoluogo la bellissima novella di Federigo degli Alberighi del Decameron (giornata V, novella 9)
- Michelangelo Buonarroti il Giovane, nella sua "Tancia" (atto II, scena V) fa dire ad un personaggio "I' son io, che mi chiamo Cecco Zampi...Mia madre è mona Tea di Ton da Campi"
- Lorenzo Lippi ambienta a Campi alcune scene del suo poema eroicomico "Il Malmantile racquistato"
- Campi viene ricordata nell'opera "Le convenienze ed inconvenienze teatrali" di Gaetano Donizetti del 1827: la trama tratta di un allestimento di un'opera in un teatro della vicina Brozzi in occasione dell'allora celeberrima Fiera di Campi che si svolgeva in agosto.
- Aldo Palazzeschi fa il nome di Campi nelle prime pagine delle "Sorelle Materassi"
- Curzio Malaparte ricorda il nome di Campi nel suo romanzo "La Pelle" e gli dedica due capitoli e diverse citazioni sparse in "Maledetti Toscani"
- Bruno Cicognani ha descritto con vivacità la Campi di primo Novecento nel racconto "Gente di conoscenza"
- Roberto Saviano fa il nome di Campi nel suo romanzo "Gomorra"
- Campi viene citata spessissimo nei libri dell'attrice e scrittrice campigiana Chiara Francini.
- Un proverbio tradizionale fiorentino assegna anche agli abitanti della zona una fama imbarazzante: "Peretola, Brozzi e Campi la peggio genìa che Cristo stampi".

### Campi Bisenzio al cinema ed alla televisione
Campi Bisenzio ed alcune frazioni sono apparse o sono state citate in alcune opere cinematografiche e televisive
- La trasmissione Onda libera, andata in onda dal 19 dicembre 1976 al 9 gennaio 1977 sull'allora secondo canale e che vedeva come protagonisti un giovanissimo Roberto Benigni e l'attore campigiano Carlo Monni, era ambientata in una stalla di Capalle con tanto di vacche, cavalli e pollame.
- Alcune scene del film Berlinguer ti voglio bene (1977) furono girate nella Casa del Popolo di San Piero a Ponti.
- Una scena del film Il ciclone (1996), quella del bacio tra Levante e Caterina, fu girata in uno sfasciacarrozze oggi scomparso e che si trovava nei pressi del quartiere di San Martino.
- Alcune scene iniziali del film Il signor Quindicipalle (1998) furono girate nella piazza di Capalle.
- Nel film Grande, grosso e... Verdone (2008), il professor Callisto Cagnato (interpretato da Carlo Verdone) nomina il capoluogo ma storpiandone il nome in Campi Di Bisenzio.
- Le scene finali della fiction La strada dritta (2014), relative alla festa di inaugurazione dell'Autostrada A1 nel 1964, furono girate nella location originale dell'avvenimento, ovvero presso la Chiesa dell'Autostrada del Sole nella frazione di Limite.
- Alcune scene del film La pazza gioia (2016), diretto da Paolo Virzì, sono state girate presso il centro commerciale I gigli nella zona industriale di Capalle.

### Musica
Ha sede nel comune la Società Filarmonica Michelangiolo Paoli, fondata nel 1816.
Unità di misura
Unità di misura tipica del comune di Campi è lo scalino, una sorta di lunghezza o volume approssimativa che serve per misurare la quantità d'acqua presente nel fiume bisenzio. Dato che nel ponte ci sono degli scalini i contadini li contavano e in base a quanti erano sopra il livello dell'acqua misuravano le condizioni del fiume (in secca o piena)

### Cucina
Il piatto più tradizionale e noto è la pecora alla campigiana. Campi Bisenzio contende la paternità dell'invenzione della finocchiona con Greve in Chianti, quella del roventino con Sesto Fiorentino.
Un altro secondo piatto tipico della zona è il cielo stellato; si tratta di un secondo piatto di chiara origine "povera" e contadina che si ottiene tritando finemente con una mezzaluna del lesso (possibilmente magro), tre o quattro spicchi di aglio e qualche fogliolina di prezzemolo. Si soffrigge lentamente il composto ottenuto in una padella ampia, si sala e si pepa, si aggiunge un uovo a porzione e si cuoce come una normale frittata.
Un dolce tipico sono le "campigiane", paste di forma tonda, ripiene di crema pasticciera.
La frazione di Capalle è da sempre "specializzata" nella cucina del papero (molto noto è il collo di papero ripieno).
I ranocchi fritti o "all'uovo", sono una specialità delle frazioni meridionali, San Donnino, San Piero a Ponti e Sant'Angelo a Lecore, legata ai laghetti presenti in questa zona.
La cucina locale presenta anche specialità toscane (in particolare fiorentine) come la ribollita, la pappa al pomodoro, il lampredotto, la trippa alla fiorentina, il castagnaccio (qui chiamato "ghirighio"), la schiacciata con l'uva, la schiacciata alla fiorentina, la bistecca alla fiorentina, le frittelle di riso ed i cenci.

## Geografia antropica

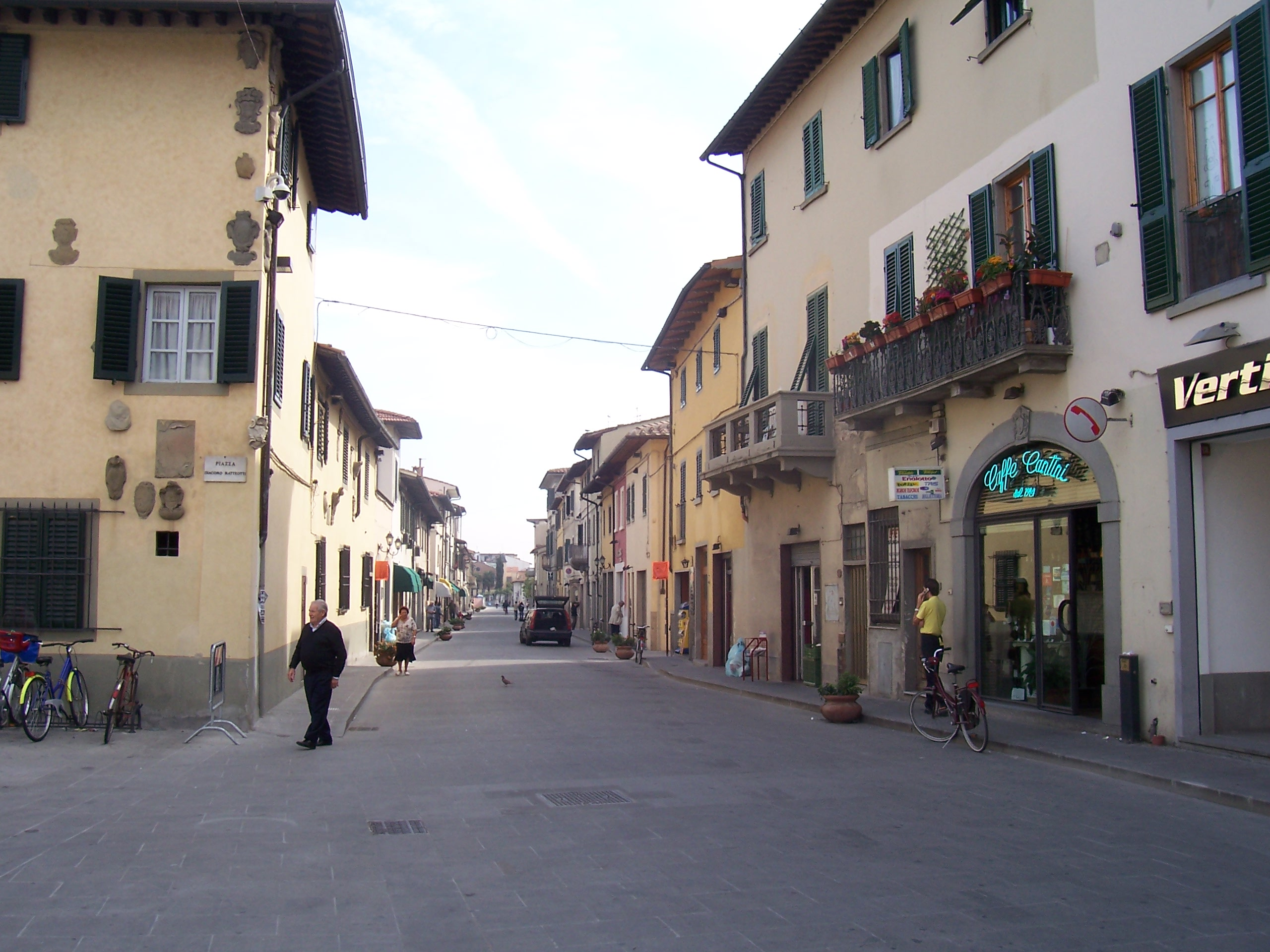
Veduta del centro storico

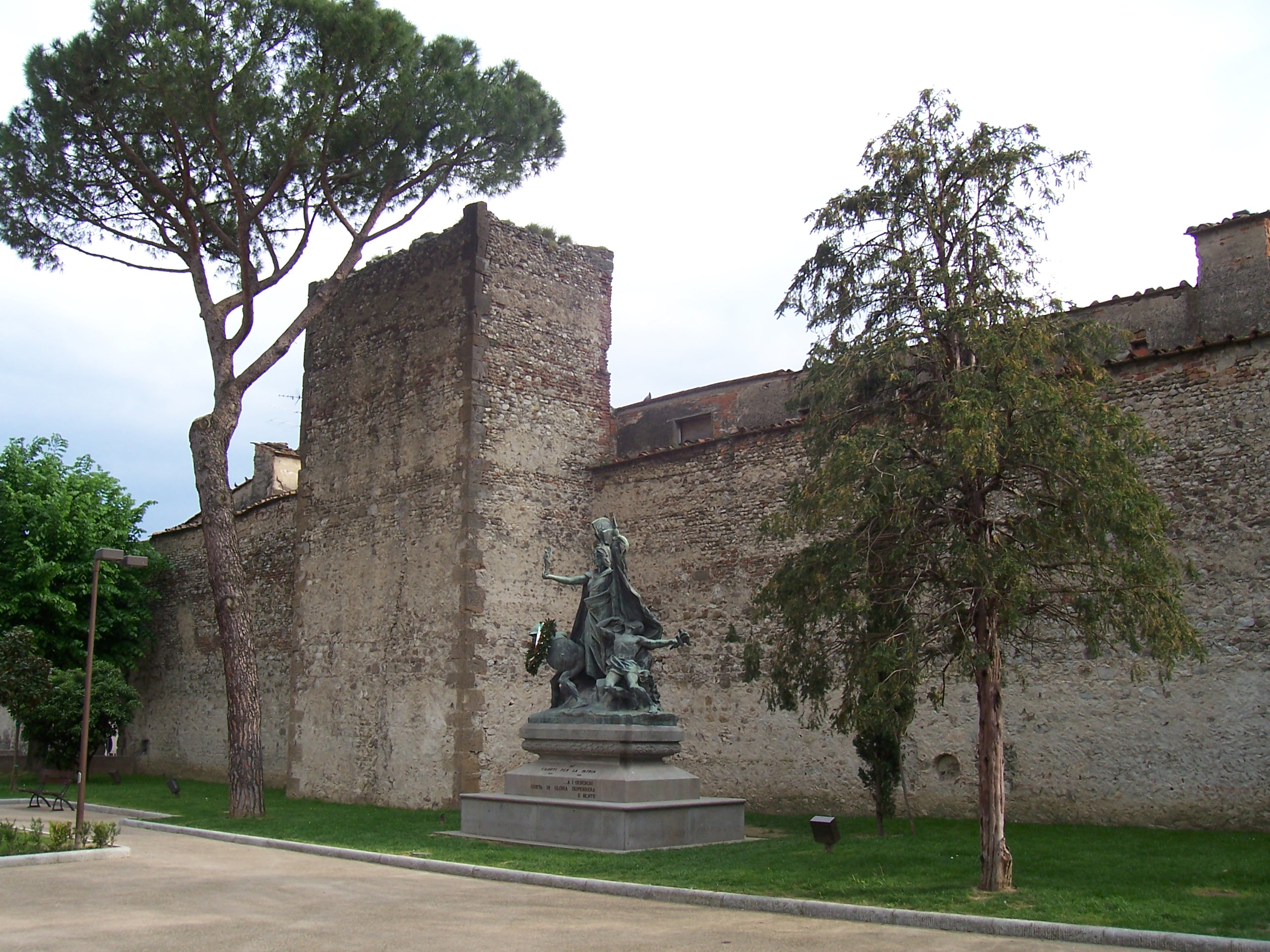
Le Mura Medievali

### Frazioni
Il territorio comunale di Campi Bisenzio è suddiviso nelle seguenti frazioni:
- Capalle (44 m s.l.m., 2 450 abitanti)[11]
- Il Rosi (56 m s.l.m., 707 abitanti)[12]
- La Villa (39 m s.l.m.)
- San Cresci (37 m s.l.m., 2 835 abitanti)[13]
- San Donnino (37 m s.l.m., 5 772 abitanti)[12]
- San Giusto (35 m s.l.m.)
- San Lorenzo (38 m s.l.m., 4 600 abitanti)[14]
- San Martino (36 m s.l.m., 1 500 abitanti)[15]
- San Piero a Ponti (34 m s.l.m., 2 260 abitanti)[16]
- Santa Maria (38 m s.l.m., 4 200 abitanti)[17]
- Sant'Angelo a Lecore (36 m s.l.m., 1 229 abitanti)[13]
- Santo Stefano (38 m s.l.m., 8 936 abitanti)[18]

### Altre località del territorio
Altre località minori del comune, storicamente riconosciute dalla comunità, sono quelle di Case Papucci, Centola, Fornello, La Madonnina, Le Miccine, Le Torri, Limite, Maccione, Ponte all'Asse, Prataccio, San Giorgio a Colonica (in comune con Prato), Tre Ville (area industriale a nord di Capalle dove trova sede la Cecchi Gori Home Video) e Valico.

## Economia
Le attività agricole sono ridotte ad un ruolo estremamente marginale. Nel campo industriale sono presenti manifatture tessili (Malo), chimiche (Beyfin), del mobilio, dell'abbigliamento, delle confezioni, dei laterizi, dell'alta tecnologia (Officine Galileo), meccaniche (QF) e di telefonia. Molto sviluppato il settore commerciale (è presente il grande centro commerciale I Gigli) e alberghiero. Sopravvive, ma in misura ridotta e senza le caratteristiche del passato (lavoro a domicilio, manualità etc.), la tradizionale lavorazione della paglia e dei suoi prodotti (cappelli, borse etc...) che tanta importanza ebbe per l'economia della zona fino al secondo dopoguerra. 

## Infrastrutture e trasporti
Fino al 1931 Campi Bisenzio era servita dalla linea tranviaria Firenze-Poggio a Caiano-Prato. 
I trasporti interurbani vengono svolti con autoservizi di linea gestiti da Autolinee Toscane.
A San Donnino è situata l'unica stazione ferroviaria comunale, riaperta nel 2009 dopo una lunga chiusura.

## Amministrazione

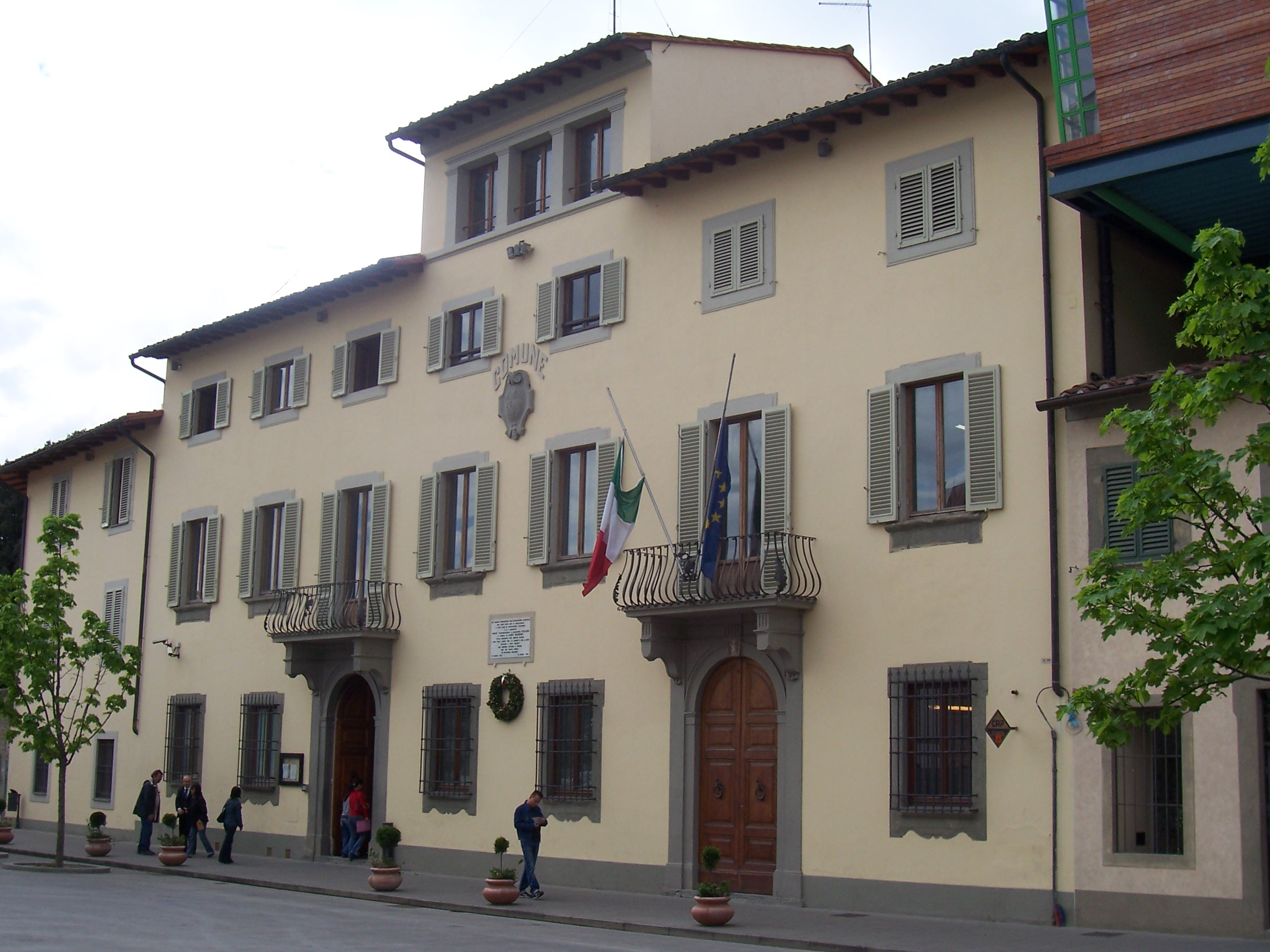
Palazzo Comunale

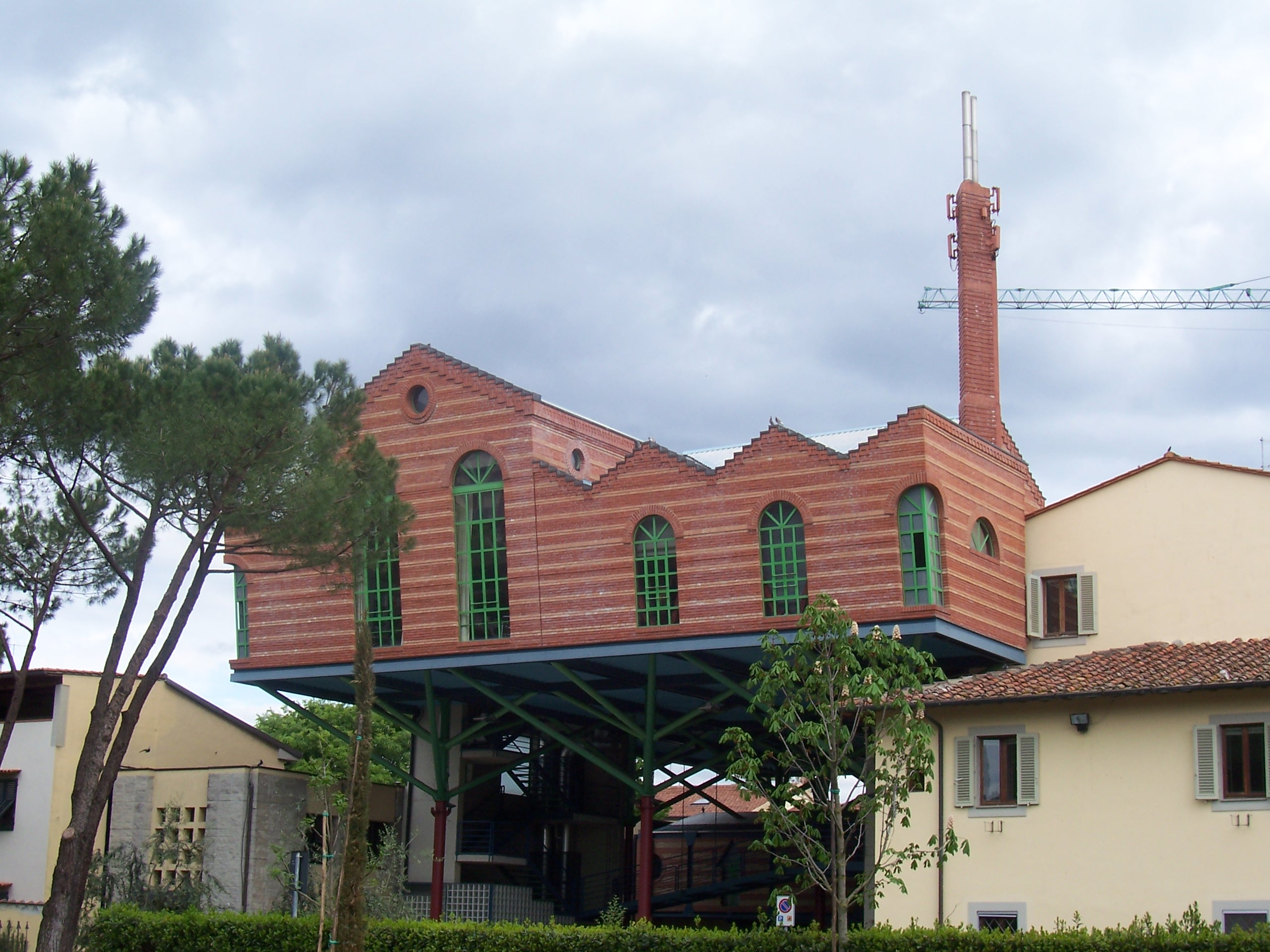
La Sala Consiliare "Sandro Pertini"

### Storia dei confini territoriali
Il comune di Campi Bisenzio, nella sua millenaria storia, ha conosciuto diverse variazioni territoriali, alcune di grande entità.
La prima organizzazione territoriale della zona fu la Podesteria, entità amministrativa creata dalla Repubblica Fiorentina alla fine del XIV sec. e basata sull'organizzazione ecclesiastica: la Podesteria di Campi comprendeva i territori dei popoli della Pieve di Santo Stefano a Campi, delle proprie suffraganee e della Propositura dei SS Quirico e Giulitta a Capalle. Allora il territorio podestarile non comprendeva la frazione di San Donnino (allora facente parte della Lega di Brozzi), la parte di Sant'Angelo a Lecore oggi a nord della Via Pistoiese (allora compresa nella Podesteria di Signa) ma in compenso comprendeva la parte di San Piero a Ponti a sud della Via Pistoiese.
Questo assetto si mantenne invariato fino al 1774, quando, con la riforma amministrativa del Granduca Pietro Leopoldo fu decisa la soppressione delle vecchie istituzioni medievali ed una riduzione del numero delle ex leghe e podesterie, ora ribattezzate "comunità": la nuova comunità di Campi fu allargata con l'annessione dei territori facenti fino ad allora capo a Signa, Calenzano e Montemurlo. Era una circoscrizione amplissima e di difficile gestione, che univa assieme popoli e territori che spesso non avevano nulla in comune con il capoluogo (si pensi a Montemurlo o ai popoli della zona montuosa calenzanese), tanto che nel 1808, durante il governo francese della Toscana, i quattro comuni venivano suddivisi di nuovo con piccole modifiche territoriali per razionalizzarne i vecchi confini. In questa occasione il comune di Campi assunse i confini attuali, esclusa San Donnino, con uno scambio di territori lungo la Via Pistoiese col comune di Signa che vide la fissazione del confine comunale lungo la strada.
L'ultima modifica del territorio comunale risale al 1928, quando, soppresso il confinante comune di Brozzi, la frazione di San Donnino fu annessa al Comune.

#### Amministrazioni precedenti
| Periodo        | Periodo        | Primo cittadino    | Partito                                                                               | Carica                  | Note   |
| -------------- | -------------- | ------------------ | ------------------------------------------------------------------------------------- | ----------------------- | ------ |
| 1944           | 1946           | Arnoldo Nesti      | Partito Socialista Italiano                                                           | Sindaco                 |        |
| 1946           | 1956           | Spartaco Conti     | Partito Comunista Italiano                                                            | Sindaco                 |        |
| 1956           | 1965           | Vasco Puccini      | Partito Socialista Italiano                                                           | Sindaco                 |        |
| 1965           | 1971           | Primaldo Paolieri  | Partito Comunista Italiano                                                            | Sindaco                 |        |
| 1971           | 1979           | Liberto Roti       | Partito Comunista Italiano                                                            | Sindaco                 |        |
| 1979           | 1990           | Anna Maria Mancini | Partito Comunista Italiano                                                            | Sindaco                 |        |
| 6 maggio 1990  | 13 maggio 2004 | Adriano Chini      | Partito Comunista Italiano Partito Democratico della Sinistra Democratici di Sinistra | Sindaco                 |        |
| 13 maggio 2004 | 11 luglio 2007 | Fiorella Alunni    | Democratici di Sinistra                                                               | Sindaco                 |        |
| 11 luglio 2007 | 13 aprile 2008 | Adriano Chini      | Democratici di Sinistra Partito Democratico                                           | Vice-sindaco            |        |
| 13 aprile 2008 | 26 maggio 2013 | Adriano Chini      | Partito Democratico                                                                   | Sindaco                 |        |
| 26 maggio 2013 | 17 agosto 2022 | Emiliano Fossi     | Partito Democratico                                                                   | Sindaco                 |        |
| 17 agosto 2022 | 29 maggio 2023 | Grazia Li Fauci    | -                                                                                     | Commissario Prefettizio | [ 20 ] |
| 29 maggio 2023 | in carica      | Andrea Tagliaferri | Liste civiche di sinistra - M5S                                                       | Sindaco                 |        |

### Gemellaggi
Di seguito sono elencate le città gemellate con Campi Bisenzio e l'anno di gemellaggio:
- Orly, dal 1980;
- Tipitapa, dal 1987;
- North Lanarkshire, dal 1988;
- Bir Lehlu, dal 1993;
- Pallagorio, dal 2012[22].

## Sport
Campi Bisenzio è stata per due volte città di partenza di tappe della massima competizione ciclistica italiana: il 23 maggio 2009, con arrivo al Santuario della Madonna di San Luca a Bologna ed il 17 maggio 2016, con arrivo a Sestola.
Ha sede nel comune la società di calcio Lanciotto, che nella stagione 2010/11 ha raggiunto il suo massimo risultato disputando la Serie D. 
La squadra maschile di pallavolo A.S.D. Pallavolo U. e A. Bacci milita in serie B2.
Nel comune è presente anche la squadra di Serie A di rugby a 15 Le Puma bisenzio, compagine della società I Puma Bisenzio ASD con sede in via delle Molina, 1.